# Panthera tigris corbetti
El tigre de Corbett o tigre de Indochina (Panthera tigris corbetti) es una subespecie de tigre que se encuentra en Camboya, frontera sureste de China, Laos, norte de Malaca, Birmania, Tailandia y Vietnam. Las estimaciones sobre su población varían entre 700 y 1300 ejemplares en estado salvaje. Es relativamente abundante en Malasia, donde vive también otra subespecie de tigre, el tigre malayo (P. t. jacksoni), ya que ese país es el que controla de forma más efectiva la caza furtiva de estos animales para comerciar luego con sus pieles.

## Características
Aunque de aspecto muy similar al tigre de Bengala, el tigre de Indochina se diferencia de este por un menor tamaño (los machos no superan los 195 kg), su pelaje un poco más oscuro y sus rayas más finas y apretadas. No fue reconocido como subespecie independiente hasta que en 1968, el Dr.checo Vratislav Mazák tuvo la oportunidad de estudiar en profundidad un ejemplar capturado en Nha Trang, Vietnam. En 2004, los análisis de ADN determinaron que el tigre malayo, distribuido en la Península de Malaca y sur de Tailandia, era una subespecie diferente del tigre de Corbett, del que se había separado muy recientemente.

## Taxonomía
En 2017 un equipo de investigadores pertenecientes a la UICN publicaron una nueva clasificación taxonómica de la familia Felidae en la que solo reconocían a dos subespecies de tigres, a saber: el tigre de Asia continental (Panthera tigris tigris), el cual agrupa al tigre de bengala, siberiano, de Indochina, sur de China, malayo así como los extintos tigres del Caspio, y los tigres de la sonda (Panthera tigris sondaica) que agrupa al tigre de Sumatra así como a los ya desaparecidos tigres de Java y Bali. Esta clasificación se basa en una extensa revisión de publicaciones recientes sobre la morfología del tigre y su filogeografía.

## Historia
El nombre de la subespecie, corbetti fue acuñado en honor de Jim Corbett un cazador británico que se hizo famoso a principios del siglo XX por dar muerte a numerosos tigres y leopardos devoradores de hombres en la India. Sin embargo, los ataques contra seres humanos son mucho más raros entre los tigres de Indochina que entre los tigres de Bengala que Corbett mataba, ya que los primeros viven en zonas menos antropizadas y con mayor abundancia de ungulados. Aun así, se tiene constancia de que durante la Guerra de Vietnam, muchos tigres bajaban a los campos de batalla al terminar los combates y se alimentaban de los soldados caídos.

## Amenazas y conservación
Sus principales amenazas actuales son la destrucción y fragmentación de su hábitat natural y la consanguinidad derivada del aislamiento poblacional ocasionado por este. Se estima que en Vietnam, al menos tres cuartas partes de las muertes de tigres tenían por objetivo abastecer a la medicina tradicional china. Las importantes sumas que ésta paga por determiandas partes del cuerpo de los animales son demasiado tentadoras para muchos campesinos locales, que intentan escapar así de la pobreza. En Camboya el tigre fue declarado "funcionalmente extinto" en abril de 2016, ya que el último ejemplar en ese país fue avistado con una cámara trampa en 2007 en la provincia de Mondulkiri, sin embargo el gobierno camboyano ha iniciado un plan para su reintroduccion en el bosque protegido de la misma provincia.

### Situación y conservación de la especie en Vietnam
En 1999 el Big Cat Specialist Group estimaba que entre doscientos y trescientos tigres habitan en las montañas vietnamitas, la mayoría de ellos se encontraban en áreas protegidas. Sin embargo menos de una década después (en abril de 2008) el Ministerio de Agricultura y Desarrollo Rural Vietnamita estima que quedan alrededor de cien. Esta drástica reducción se dio porque el comercio ilegal no ha disminuido, a ese ritmo los tigres habrán desaparecido en todo Vietnam para el año 2020; sin embargo, el gobierno lleva trece años tratando de proteger a los felinos en parques nacionales y reservas naturales y se ha desarrollado un exitoso programa de reproducción en el zoo de Hanói.
En 1995 se puso en marcha un programa de acción para la protección del tigre en Vietnam, Laos y Camboya; además, en dos años después Vietnam comenzó a formar parte del Foro Global del Tigre (GTF). 
Desde que se creó la primera reserva específicamente para la protección del tigre en 1962 se han ido sumando otras más y actualmente el país cuenta con veinticuatro áreas protegidas en las que habitan estos animales. De ellas siete son áreas prioritarias para la protección del tigre:
- Reserva Natural Chu-Mom Ray: Con 56,621 ha de terreno, es una zona boscosa y serrana. Además de la extensión fija cuenta con unas 188,749 ha de zona tampón. La reserva es rica en ungulados y presas del tigre, además provee una gran cantidad de bosques y montañas donde los tigres se hallan guarecidos. Este conjunto de factores da como resultado que Chu-Mom Ray sea una de las mejores zonas en Vietnam para la protección del tigre. Una estimación en 1998 dio una cifra de entre diez y quince tigres viviendo en la reserva. El área posee 25 guardabosques.

- Reserva Natural Muong Nhe: Con 360,000 ha de bosques subtropicales, esta área fue en otro tiempo uno de los refugios más extensos de los tigres. Sin embargo durante los conflictos con China en 1979, por el área circulaban todo tipo de armas sin ningún control. Esto conllevó a un aumento de la caza furtiva en la zona, lo cual exterminó a las poblaciones de grandes mamíferos. En 1991 la WWF consideraba al tigre como especie ´´rara´´, al gaur como ´´en riesgo de extinción´´ y al elefante asiático como ´´casi extinto´´. El área cuenta con 30 guardabosques, esto ha permitido una reducción de la caza furtiva que ha sido benéfica para que las poblaciones de grandes mamíferos se recuperen.

- Área Tuyen Hoa-Minh Hoa: Con 45 ha de bosques tropicales y treinta guardabosques se le considera un área con un buen potencial de conservación.

- Área Hien Giang: Se le considera un área con potencial de conservación, puesto que alberga 75 ha de bosques tropicales protegidos por treinta y cuatro guardaparques.

- Parque nacional de Yok Don: Es una de las áreas con mejor potencial de conservación, puesto que alberga grandes extensiones de bosques caducifolios muy ricos en ungulados. El área tiene una extensión de 58,200 ha y cuenta con veinticinco guardabosques. Se sabe con certeza que en el área habitan tigres.

- Parque nacional de Vu Quang: Con 52 ha de bosques tropicales ricos en especies de ungulados y sesenta y cuatro guardabosques, es una de las principales áreas protegidas del país.

- Parque nacional Pu Mat: 92 ha de montañas boscosas, cuarenta y cinco guardabsoques. Es una de las áreas con potencial de conservación, debido tanto a su extensión como a la gran abundancia de especies de ungulados.

Aparte de en esas siete áreas también se sabe que el tigre habita en otras noventa y cuatro áreas protegidas del país, siendo el Parque nacional Kon Ka Kinh una de las áreas con buen potencial de conservación. También en el Parque nacional Cat Tien hay una pequeña población de tigres en el sector de Cat Loc. También hay evidencia de que entre tres y cuatro tigres viven en el Bosque de Phong Dien de unos 415 km² y una población de dos tigres en el Parque nacional Bach Ma.
A pesar de ello la mayoría de los tigres que quedan en el país viven en un estado de aislamiento en pequeñas poblaciones no viables de entre dos y cinco animales. Sin embargo hay algunas áreas protegidas en el país (principalmente las siete prioritarias) bastante grandes y un detallado censo se está llevando a cabo (a mediados del año 2008) para conocer la población exacta de tigres y averiguar si son viables o no.